# Climatic
Climatic – polska firma specjalizująca się w budownictwie modułowym założona w 1997 roku. Przedsiębiorstwo zajmuje się produkcją obiektów w technologii modułów 3D o wysokim stopniu prefabrykacji (do 90%) w konstrukcji stalowej.

## Historia
Firma rozpoczęła działalność w 1997 roku, koncentrując się na dostarczaniu rozwiązań dla sektora budownictwa specjalistycznego. Z biegiem lat Climatic rozszerzył swoją działalność na rynki zagraniczne.

## Działalność
Climatic oferuje kompleksowe usługi w zakresie budownictwa modułowego, firma specjalizuje się w realizacji budynków użyteczności publicznej, takich jak:
- placówki medyczne (szpitale, bloki operacyjne),
- obiekty oświatowe (szkoły, przedszkola, żłobki),
- budynki wojskowe i policyjne,
- hotele i akademiki
- serwerownie i centra danych (Data Center).

Produkcja modułów o konstrukcji stalowej odbywa się w zakładzie produkcyjnym w Ostrowcu Świętokrzyskim na terenie o powierzchni 12 ha. Montaż konstrukcji stalowych odbywa się w sposób zautomatyzowany dzięki rozbudowanej linii spawalniczej wyposażonej w roboty FANUC z systemem wizyjnym. Hale produkcyjne modułów stalowych mieszczą się na 26000 m2 powierzchni.

## Wyróżnione obiekty
- Realizacja Akademika Wojskowego nr 7 dla Wojskowej Akademii Technicznej[3]
- Siedziba Zarządu we Wrocławiu Centralnego Biura Zwalczania Cyberprzestępczości połączona z nowym Komisariatem Policji Wrocław-Stare Miasto[4]
- Nadbudowa Uniwersyteckiego Dziecięcego Szpitala Klinicznego im. Ludwika Zamenhofa w Białymstoku[5]
- Pasywne przedszkole w Podkowie Leśnej[6]

## Innowacje i rozwój
Climatic angażuje się w projekty badawczo-rozwojowe, mające na celu wprowadzanie innowacyjnych rozwiązań w budownictwie modułowym. Przykładem jest projekt współfinansowany ze środków Europejskiego Funduszu Rozwoju Regionalnego, dotyczący opracowania hybrydowego systemu elewacji wentylowanych z przetwornikiem energii.

## Siedziba
Główna siedziba firmy znajduje się w Regułach, przy ul. Żytniej 6, natomiast zakład produkcyjny zlokalizowany jest w Ostrowcu Świętokrzyskim, przy ul. Eugeniusza Kwiatkowskiego 20 w miejscu starej huty w Ostrowcu